# Prairie megye (Arkansas)
Prairie megye az Amerikai Egyesült Államokban, azon belül Arkansas államban található. Megyeszékhelye Des Arc. Lakosainak száma 8282 fő (2020. április 1.). Prairie megye White, Arkansas, Monroe, Lonoke és Woodruff megyékkel határos.

## Népesség
A megye népességének változása:
| Lakosok száma | 8703 | 8570 | 8462 | 8374 | 8291 | 8282 |
|               | 2010 | 2011 | 2012 | 2013 | 2015 | 2020 |